# Bychawa
Pour les articles homonymes, voir Bychawa (homonymie).
Bychawa (prononciation : [bɨˈxava]) est une ville du powiat de Lublin dans la voïvodie de Lublin, dans le sud-est de la Pologne.
Elle est le chef-lieu de la gmina mixte ou urbaine-rurale (gmina miejsko-wiejska) de Bychawa.
Sa population s'élevait à 5 220 habitants en 2013.

## Histoire
Bychawa obtient le statut de ville en 1537 et y restera jusqu'en 1869. En 1958, elle redevient une ville.
De 1975 à 1998, Bychawa est attachée administrativement à l'ancienne Voïvodie de Lublin.

Depuis 1999, elle fait partie de la nouvelle voïvodie de Lublin.

## Relations internationales

### Jumelages
- La Chapelle-sur-Erdre (France)

## Galerie

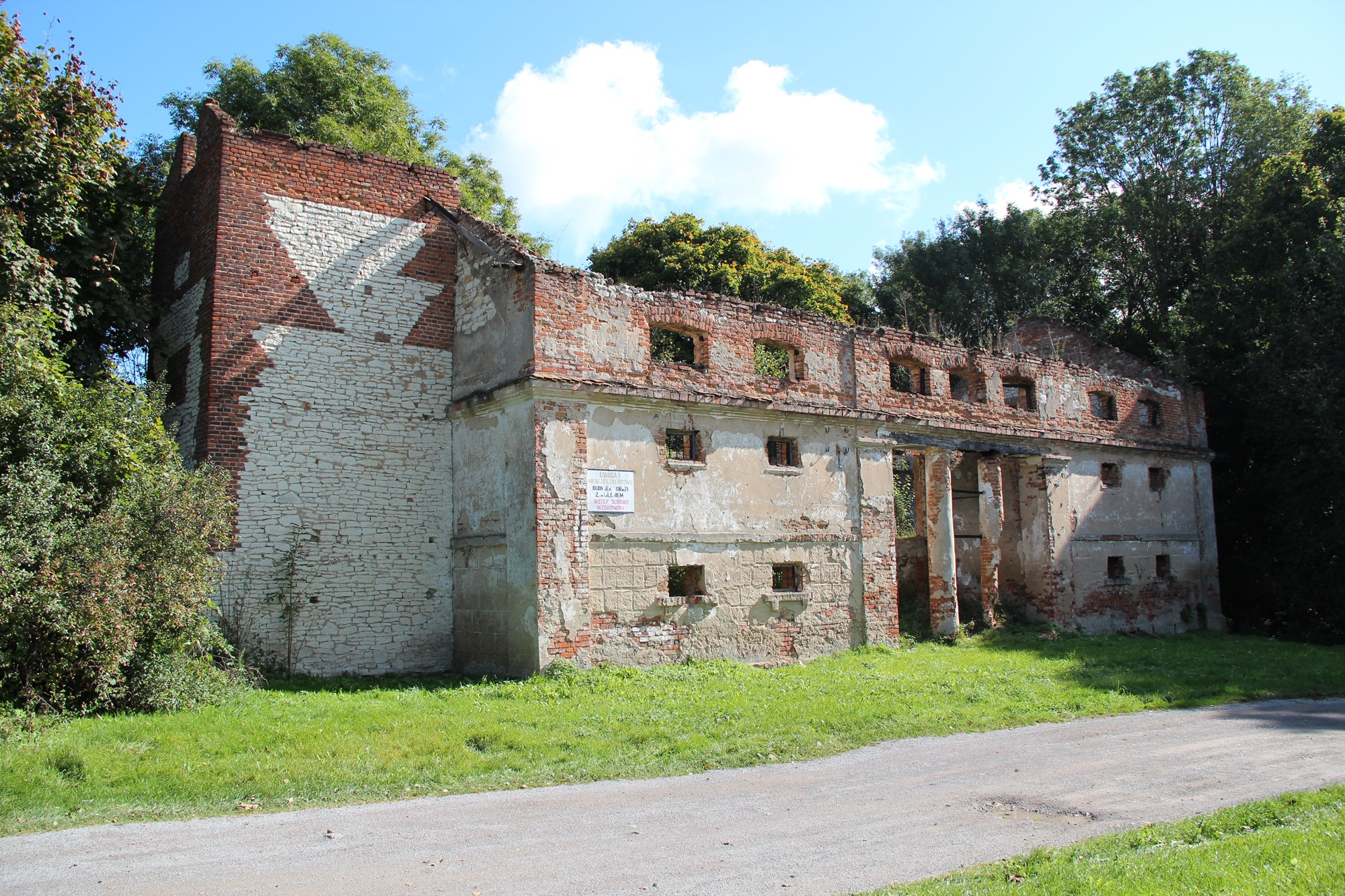
Manoir du XVIIIe - XIXe siècle
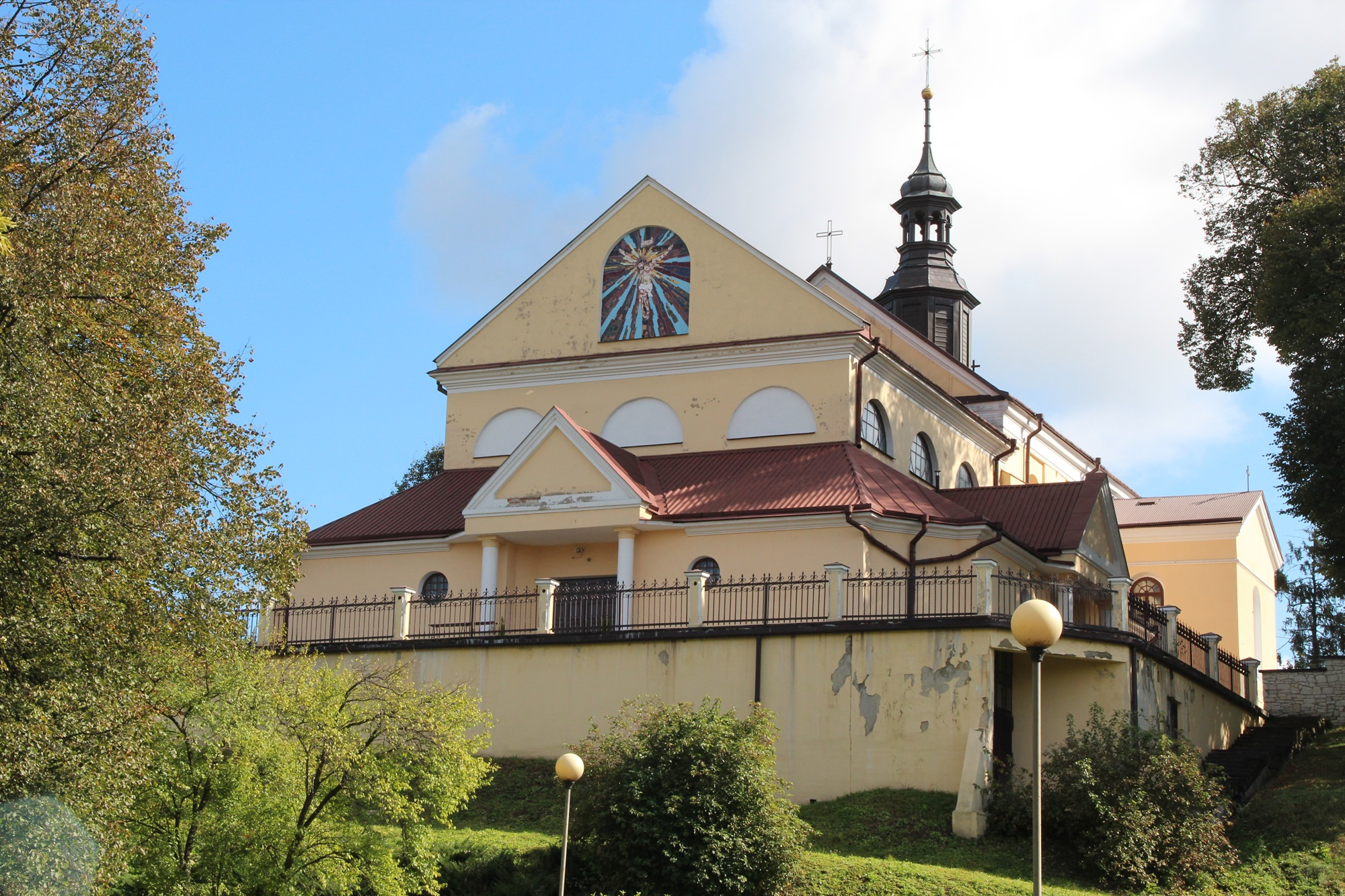
Église paroissiale de Saint-Nicolas et Saint-Jean-Baptiste. François d'Assise
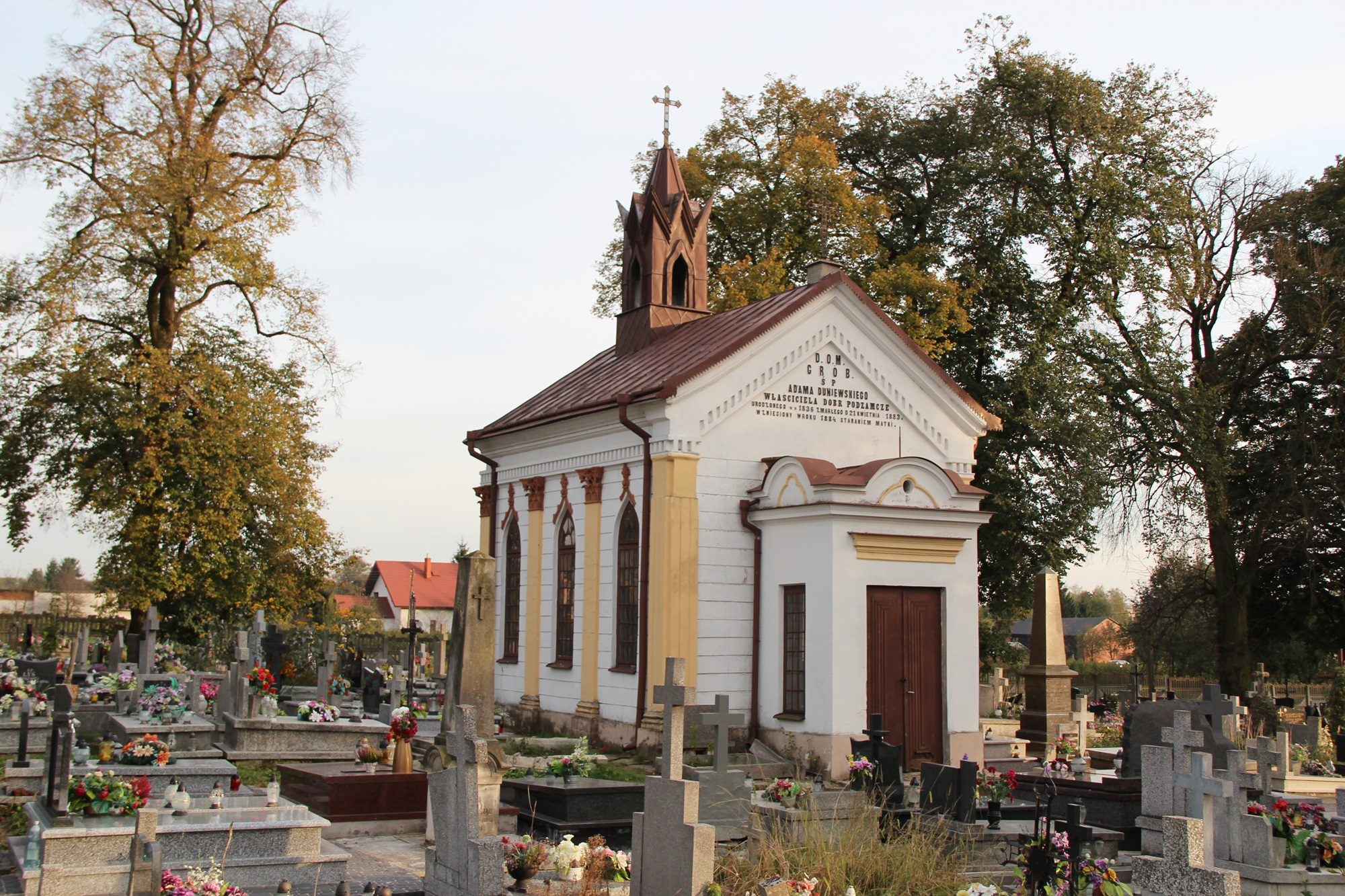
Le cimetière de la paroisse - le tombeau d'Adam Dyniewskiego, (1884)